# 上海市公安局特警总队
上海市公安局特警总队成立于2005年12月，其前身是「上海市公安局治安总队特警支队」，特警总队担负着全上海市的反恐防暴、治安查缉、处置突发事件以及重大活动的安全保卫工作，并可在公安部的指挥下实施全国机动跨省市增援。

## 组织结构
上海公安特警实施统一与分散制结合模式管理，市公安局特警总队下辖突击一、二支队、战训支队和综合办公室，各区公安分局设有特警支（大）队，国际机场公安分局设有特警支队，城市轨道和公共交通总队也设有巡特警支队。

### 防暴突击一支队
特警总队担负反恐攻坚、人质营救、抓捕押解、要员警卫和处置大规模群体性事件的专门力量，其中辖有一支女子特警大队。

### 防暴突击二支队
特警总队担负反恐攻坚、人质营救、抓捕押解、要员警卫和处置大规模群体性事件的专门力量，其中辖有一支水面空中突击大队（2011年成立的三栖反恐突击队）。

### 战训支队
特警总队担负全市特警训练战术指导、重大活动安全保卫和处置大规模群体性事件的专门力量。

### 分/县局特警支（大）队
负责担负全市各区县的武装巡逻、应急处突、人质营救、抓捕押解、警卫安保和处置群体性事件的专门力量。

## 发展历史
1991年，随着中国大陆改革开放和治安形势的不断变化，根据中国大陆公安部关于成立处置暴力案件专业力量的指示精神，上海市公安局特警队成立。1992年，特警队升级为特警总队，同时各区县巡警支队成立特警大队；到了1994年，市公安局巡警总队成立，原特警总队改为巡警总队特警支队；1999年市公安局交警巡警合署成立了交巡警总队，特警支队整建制划入治安总队，此后长达五年的时间，特警都隶属于治安总队；2005年12月，特警脱离治安，重新成立了上海市公安局特警总队，各分（县）局特警队也脱离治安，成立特警支（大）队；2009年，上海市公安局特警总队直属突击队被公安部确定为十支国家级反恐突击力量之一；2011年，上海市公安局特警总队被公安部评选为首批“全国公安特警示范队”。

## 队伍代号
上海特警又被国内外媒体誉为“猫队”，源于2001年亚太经合组织峰会期间，上海警方为了APEC会议安全保卫工作，专门从特警突击队中抽调了40余名精干警力组成峰会安保突击队，简称GFH突击队，而国外把护卫政要的专门队伍称之为猫队（CAT TEAM），于是之后上海特警便成为中国的“猫队”。

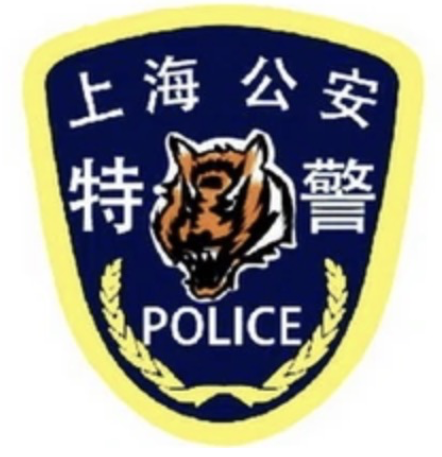
2000-2012臂章

## 处突行动
2005年抓捕湖南持枪杀人犯，上海特警快速反应当场抓获一名嫌疑人。
2005年上海普陀区江宁路江宁学校突发校园劫持事件，出动了普陀特警、市局特警和武警反恐中队，最后由普陀分局特警三名警员突击解救，人质安全获救。
2005年一辆轿车在杭州被劫持开往上海，两个人质，由浦东特警、市局特警和武警反恐中队共同处置，最后被市局特警成功解救。
2005年杨浦区眉州路一便利店发生持刀劫持事件，在谈判无果后，杨浦特警大队长严德海徒手制服了歹徒救出人质。
2005年杨浦区延吉一村一男子企图纵火与警方对峙，在歹徒点火的一刹那，杨浦特警大队长严德海冲了上去与歹徒搏斗，最后歹徒被抓获，而严德海因烧伤过度，因公殉职。
2005年宝山区，市局特警和宝山特警协助市局专案组突入位于宝山区的宝鼎皇宫夜总会，一举捣毁了以李斌为首的黑社会性质犯罪团伙。
2007年虹口区，虹口特警15秒突入一私人会所，配合专案组捣毁了一个吸毒贩毒窝点。
2007年普陀区武宁路肯德基人质事件，由普陀特警和特警总队突击二支队共同处置，最后歹徒被特警突击二支队狙击手击毙，人质安全获救。
2008年一辆轿车在嘉定的沪宁高速公路安亭道口被劫持，最后由嘉定特警出击人质安全获救 。
2008年一男子闯入闸北彭浦新村劫持两人质，最后被闸北特警成功解救 。
2008年松江区天马镇鸡山村一民宅内，一男子持刀劫持人质，被松江特警当场击毙，人质获救。
2008年青浦区一菜市场内一赌徒劫持摊主，后经谈判歹徒释放人质缴械 。
2008年徐汇区一饮食店内一歹徒持菜刀劫持一服务员，几分钟后被徐汇特警生擒，人质获救。
2009年黄浦区一歹徒持刀抢劫出租司机后进入一酒店劫持人质，被黄浦特警生擒，人质获救。
2009年卢湾区凌晨一歹徒抢劫后在高架下劫持人质，被卢湾特警生擒，人质获救。
2009年普陀区两伙毒贩当街枪击后逃逸，次日被普陀特警和特警总队未发一枪一弹生擒 。
2009年青浦区佳佳宾馆内一男子劫持女友，被青浦特警成功解救 。
2009年一男子在浦东南汇某桥上劫持女友，被南汇特警成功解救 。
2009年闸北区一男子情绪失控劫持车内女友被闸北特警成功解救 。
2010年长宁区一男子持刀行凶砍死一女孩砍伤路人后逃逸至人群中，被长宁特警当场击毙 。
2010年虹口区佳丽理发店发生持刀劫持人质事件，在谈判未果后，虹口特警果断出击制服歹徒，救出人质。
2010年7月，闸北区临汾路1515弄一男子持菜刀劫持人质，后被闸北特警生擒。
2010年12月26日凌晨，杨浦区军工路一河道，一名男子持刀冲上运沙船欲行凶，被杨浦特警制服。
2011年3月1日15点，浦东金茂大厦一男子厌世携带危险品与警方对峙，后被浦东特警制服。
2011年4月19日凌晨，上海特警通过索降和破门，配合刑侦总队捣毁了位于宝山区的制毒贩毒窝点，缴获液态冰毒25千克和大量制度原材料以及工具。
2012年12月12日下午2点，闵行区一宾馆内，一男子持刀劫持一女服务员，市局特警总队和 闵行特警支队联合处置，最终歹徒被擒，人质获救。
2013年6月22日23点，宝山区发生恶性持枪杀人案件，上海公安特警紧急出动参与处置，最终犯罪嫌疑人被合力抓获。
2013年9月15日中午11点，一名男子在延安路高架凯旋路上匝道持刀袭击过往车辆行人，被长宁特警巡逻队员开枪击伤后生擒。
2014年5月11日凌晨，上海警方在抓捕一盗油团伙时，遭遇暴力抵抗，奉贤特警在警告无效的情况下开枪击伤一名嫌疑人并生擒。

## 重大安保任务
2001年上海APEC亚太经合组织峰会安保
2004年-2005年赴海地执行维和任务
2007年上海合作组织峰会安保
2008年北京奥运会上海赛区安保
2010年上海世界博览会安保
2011年上海世界游泳竞标赛安保
2014年亚洲相互协作与信任措施峰会安保

## 跨区任务
2008年四川汶川地震时，赴川执行抗震救灾任务
2009年乌鲁木齐7.5暴恐事件发生后，赴乌鲁木齐执行援疆维稳任务
2014年赴疆轮训执勤
2015年赴塔吉克斯坦参加“协作-2015”中塔特警联合反恐演习
2016年赴山东滨州参加全国公安特警实战技能比武，并荣获决赛总冠军
2017年增援厦门金砖峰会安保

## 已知装备

### 個人武器
| 型號              | 類型         | 產地           |
| ----------------- | ------------ | -------------- |
| 38mm防暴枪        | 防暴枪       | 中华人民共和国 |
| 97-1式            | 防暴枪       | 中华人民共和国 |
| 警用弓弩          | 冷兵器       | 中华人民共和国 |
| HD66              | 拐弯射击平台 | 中华人民共和国 |
| 05式              | 转轮手枪     | 中华人民共和国 |
| 64式              | 半自動手槍   | 中华人民共和国 |
| 92式              | 半自動手槍   | 中华人民共和国 |
| NP22              | 半自動手槍   | 中华人民共和国 |
| 06式              | 半自動手槍   | 中华人民共和国 |
| 79式              | 冲锋枪       | 中华人民共和国 |
| CS/LS2            | 冲锋枪       | 中华人民共和国 |
| 95式自動步枪      | 步枪         | 中华人民共和国 |
| 95-1式自動步枪    | 步枪         | 中华人民共和国 |
| 95式5.8mm班用机枪 | 机枪         | 中华人民共和国 |
| 85式狙击步枪      | 狙击步枪     | 中华人民共和国 |
| 88式狙击步枪      | 狙击步枪     | 中华人民共和国 |
| CS/LR3            | 狙击步枪     | 中华人民共和国 |
| CS/LR4            | 狙击步枪     | 中华人民共和国 |

### 特种载具
| 自行车             | 摩托车          | 全地形车            | 越野车         | 装甲/防弹车        | 其他车辆                               | 水面载具         |
| ------------------ | --------------- | ------------------- | -------------- | ------------------ | -------------------------------------- | ---------------- |
| 崔克3500山地自行车 | 春风650TR摩托车 | 北极星运动家850     | 三菱帕杰罗劲畅 | 福特F450轻型装甲车 | 福特F550攀登突击车                     | 充气式橡皮冲锋舟 |
|                    |                 | 北极星RZR剃刀锋锐   | 别克昂科雷     | 福特F550装甲车     | 福特F550突击装备车                     | 蛙人水下推进器   |
|                    |                 | 北极星游侠570       | 路虎发现4      | 福特E350防弹运兵车 | 福特E350照明车                         |                  |
|                    |                 | 重庆嘉陵8*8全地形车 | Jeep牧马人     |                    | 奔驰凌特运兵车                         |                  |
|                    |                 |                     | 福特探险者     |                    | 奔驰凌特X光检测车                      |                  |
|                    |                 |                     | 大众途锐       |                    | MAN（装备车、指挥车、清障车、水炮车）  |                  |
|                    |                 |                     | 陆风X6         |                    | 东风（宿营车、炊事车、发电车、淋雨车） |                  |
|                    |                 |                     | 东风猛士       |                    | 五十铃防暴阻拦车                       |                  |
|                    |                 |                     |                |                    |                                        |                  |

### 個人裝備
- 工作服
- 戰術背心
- 戰術頭盔
- 警棍
- 夜視儀